# Etnoniem
Een etnoniem (van het Grieks 'ethnos' + 'onuma', wat 'stam' + 'naam' betekent) is een naam voor een etnische groep. Het maakt niet uit of de naam door de eigen groep (autoniem) of door een andere groep (exoniem) gegeven is. Soms verschillen autoniem en exoniem van elkaar. Inwoners van Nederland noemen zichzelf bijvoorbeeld Nederlanders, terwijl Nederlanders in tal van andere landen als Hollanders (althans een vertaling daarvan) door het leven gaan.
De noordelijke volkeren die in Nederland veelal als Eskimo's aangeduid worden, noemen zichzelf Inuit wat mens betekent Voor de herkomst van het woord eskimo, zie Het woord Eskimo. In Amerika is ook de aanduiding Native Alaskans (oorspronkelijke bewoners van Alaska) gangbaar.
Etnoniemen kunnen door de jaren heen veranderen. Benamingen die jarenlang 'gewoon' waren, worden na verloop van tijd als discriminerend ervaren. In het begin van de 20e eeuw werden negers in het Nederlands aangeduid als zwarten. Wie op belediging uit was, zou eerder naar het woord kaffer grijpen, en toentertijd werd met zwarte niets naars bedoeld. Meer dan een aanduiding was het niet, terwijl het tegenwoordig met name in Vlaanderen de connotatie van een scheldwoord heeft. Inmiddels wordt ook de opvolger neger vaak als discriminerend ervaren.
In veel gevallen is het onmogelijk om het iedereen naar de zin te maken. Zo hebben veel San een hekel aan die aanduiding, omdat die buitenstaander betekent, en gegeven werd door hun buren en historische rivalen. Het alternatief dat zij prefereren, Bosjesmannen wordt echter in het westen als neerbuigend gezien. Hun eigen etnoniem zou uitkomst bieden, maar er bestaat er geen dat de gehele groep omvat.
Hedendaagse etnoniemen verwijzen vaak naar het land of continent van herkomst: Afrikaan, Belg, Antilliaan etc. Het proces dat etnoniemen veranderen zien we wereldwijd, en het betreft uitsluitend minderheden of sociaal-economisch zwakke groepen. Zo is het woord 'negro' in de Verenigde Staten uit den boze. Negro werd opgevolgd door 'coloured people', maar ook dat woord is in de ban. Vanaf de jaren 90 van de 20e eeuw is het woord 'Afro-American' in zwang.
Etnoniemen kunnen in de loop der jaren een volstrekt andere betekenis krijgen. Zo waren de Barbaren ooit gewoon inwoners van Barbarije (Noord-Afrika), maar barbaar betekent nu iets heel anders. Voor Vandalen en Filistijnen geldt hetzelfde.